# Biřkov
Obec Biřkov (německy Birschkau, dříve Birzkau) se nachází v okrese Klatovy, kraj Plzeňský. Žije zde 139 obyvatel.

## Historie
První písemná zmínka o obci pochází z roku 1339.
V letech 1961–1991 byla vesnice spolu se svou částí Zderaz součástí obce Křenice a od 1. ledna 1992 je samostatnou obcí.

## Obecní správa a politika
V letech 2010–2014 byl starostou Roman Voplatek, od roku 2014 funkci vykonává Štěpánka Hofmannová.

## Pamětihodnosti
- Archeologické naleziště Na tvrzi je pozůstatkem tvrz ze čtrnáctého století.[4] Viditelné pozůstatky opevnění zanikly ve dvacátém století.[5]
- Kaplička mezi statky u silnice
- Mohylník, archeologické naleziště v lese Zderaz

## Části obce
- Biřkov
- Zderaz